# A taste
A taste er en kortfilm instrueret af Niels Lomholt efter eget manuskript.

## Handling
A Taste handler om to mennesker i en bil et sted i verden. De kigger bl.a. på historiske billeder. Videoen kaldes også "A Driver's Story", og dialog og fortællerstemme er engelsk, tysk og fransk.